# Rapolla
Rapolla é uma comuna italiana da região da Basilicata, província de Potenza, com cerca de 4.654 habitantes. Estende-se por uma área de 29 km², tendo uma densidade populacional de 160 hab/km². Faz fronteira com Barile, Lavello, Melfi, Rionero in Vulture, Venosa.

## Demografia
| Variação demográfica do município entre 1861 e 2011                               |
|                                                                                   |
| Fonte: Istituto Nazionale di Statistica (ISTAT) - Elaboração gráfica da Wikipedia |